# Stylaroides bifidus
Stylaroides bifidus är en ringmaskart som beskrevs av Fauvel 1932. Stylaroides bifidus ingår i släktet Stylaroides och familjen Flabelligeridae. Inga underarter finns listade i Catalogue of Life.